# Roestkleurige palpmot
De roestkleurige palpmot (Dichomeris ustalella) is een vlinder uit de familie tastermotten (Gelechiidae). De wetenschappelijke naam is voor het eerst geldig gepubliceerd in 1794 door Fabricius.
De soort komt voor in Europa.